# Vedea
Vedea – rzeka w południowej Rumunii (Wołoszczyzna), lewy dopływ Dunaju. Jej długość wynosi 224 km, powierzchnia zlewni – 5430 km². 
Vedea ma źródła w zachodniej części Wyżyny Cotmeana na południowym przedgórzu Południowych Karpat. Płynie na południe, przecinając Wyżynę Getycką. Następnie wypływa na Nizinę Wołoską, gdzie zmienia kierunek na południowo-wschodni. Przepływa przez miasta Roșiorii de Vede i Alexandria, po czym uchodzi do Dunaju koło wsi Pietroșani (kilka kilometrów na wschód od ujścia Jantry). Końcowe 33 km rzeki są żeglowne. 
Vedea na całej długości zbiera wiele sporych dopływów, z których największe to Vedița, Plopcea, Cotmeana, Burdea, Câinelui i Teleorman z Clanițą. 